# Assassin’s Creed Shadows
Assassin’s Creed Shadows ist ein Action-Adventure mit Rollenspielelementen, das von Ubisoft Quebec entwickelt wurde und von Ubisoft verlegt wird. Es ist der vierzehnte Titel in der Hauptreihe von Assassin’s Creed und der Nachfolger des 2023 erschienenen Assassin’s Creed Mirage. Assassin’s Creed Shadows wurde am 20. März 2025 für PlayStation 5, Windows, Xbox Series XS, Amazon Luna, Epic Games, MacOS und Ubisoft Connect veröffentlicht.
Wie für die Reihe üblich, ist Shadows in einem historisch fiktiven Setting angesiedelt, hier dem feudalen Japan des 16. Jahrhunderts zum Ende der Sengoku-Zeit bzw. dem Beginn der Azuchi-Momoyama-Zeit, als das Land ein Flickenteppich aus Herrschaftsgebieten einzelner Fürsten und Familien war.

## Spielprinzip
Assassin’s Creed Shadows ist ein Action-Adventure und spielt, im Gegensatz zum recht kompakt gehaltenen Vorgänger Assassin’s Creed Mirage, wieder in einer größeren Open-World. Während eines Großteils der Handlung kann der Spieler, ähnlich wie in Assassin’s Creed Syndicate zwischen den zwei Hauptcharakteren wählen, die sich körperlich und somit auch in verfügbarem Kampfstil, Ausrüstung und Fähigkeiten unterscheiden. Während für einige Quests der Charakter für die Erzählung der Geschichte vorgegeben ist, lassen sich die meisten Aufgaben durch die Charakterwahl auf verschiedene Weise erledigen.
Naoe ist eine Shinobi, die sich bevorzugt schleichend und kletternd durch die Spielwelt bewegt (Parkour), dabei die Umgebung in Form von Licht, Schatten und Geräuschen nutzt und mit schnellen Angriffen aus der Deckung heraus zuschlägt. Sie kann aus der Reihe bekannte Assassinen-Techniken einsetzen, inklusive verborgene Klinge. Als Waffen sind weiterhin das Katana, das Tantō und die Kusarigama nutzbar, außerdem Kunai und Shuriken. Zur Ablenkung stehen Rauchbomben und Glöckchen zur Verfügung.
Yasuke ist als Samurai ein eher grobschlächtiger Kämpfer, mit dem offene Kämpfe durch seine gute Panzerung und kraftvollen Angriffe möglich sind. Er nutzt Katana, Naginata, Kanabō und für den Fernkampf Bögen und Arkebusen. Klettern ist ebenfalls möglich, erfolgt aber weniger elegant und ohne besondere Fähigkeiten.
Die Spielwelt kann frei zu Fuß oder per Reittier erkundet werden, Schnellreisepunkte können im Spielverlauf freigeschaltet werden. Sie ist in mehrere Gebiete unterteilt, deren Schwierigkeitsgrad zunimmt. Abseits der Hauptquests gibt es verschiedene optionale Aufgaben, die Nebenhandlungen erzählen oder Belohnungen in Form von Erfahrungspunkten, Ausrüstung, Rohstoffen oder Unterstützern bieten. Letztere geben entweder Informationen oder stehen als Späher und Schmuggler in der zu errichtenden Operationsbasis zur Verfügung.
Die Basis wird auf einem vorgegebenen Gelände aus Gebäudevorlagen erbaut, durch Positionierung auf einem Raster und zahlreiche Dekorationsobjekte ist sie personalisierbar. Ausrüstung verschiedener Qualitätsstufen kann als Questbelohnung erhalten oder in plünderbaren Behältern in der Spielwelt gefunden werden. Sie kann in der Schmiede verbessert, in nutzbare Ressourcen zerlegt oder verkauft werden.
Es gibt wöchentlich wechselnde Aufgaben („Anomalien“), über die Datenfragmente gesammelt werden, wodurch wiederum Battlepass-artig zusätzliche Belohnungen erhalten werden können.
Im Spiel stehen drei Zahlungsmittel zur Verfügung:
- Mon sind als Questbelohnung oder in Behältern in der Spielwelt zu finden und können bei verschiedenen Händlern genutzt werden, um Ausrüstung, Dekorationen, Hilfsmittel oder Mahlzeiten zu kaufen.
- Schlüssel werden durch Anomalien erhalten oder können selten in der Spielwelt gefunden werden. Sie bieten Zugriff auf wenige ausgewählte, besondere Gegenstände, die sonst nur per Helix-Credits erworben werden können. Das Angebot wechselt teils täglich, teils wöchentlich.
- Helix-Credits können im Spiel im Rahmen von Mikrotransaktionen erworben werden. Sie ermöglichen den Kauf besonderer Ausrüstung, die sonst nur sehr eingeschränkt verfügbar ist.

## Entwicklung
Knapp zwei Monate vor der geplanten Veröffentlichung im November 2024 gab Ubisoft bekannt, diese um drei Monate auf den 14. Februar 2025 zu verschieben. Grund hierfür seien notwendige Verbesserungen und Überarbeitungen. Shadows werde dann allerdings auf weiteren Plattformen, „einschließlich Steam“, verfügbar sein.

## Synchronisation
Die deutschsprachige Lokalisierung des Spiels entstand bei Lionbridge Studios unter der Regie von Wiebke Westphal und Matthias Busch.
| Rolle                | Original         | Synchronsprecher        |
| -------------------- | ---------------- | ----------------------- |
| Fujibayashi Naoe     | Masumi Tsunoda   | Rubina Nath             |
| Yasuke               | Tongayi Chirisa  | Tobias Schmidt          |
| Akechi Mitsuhide     | Kevin Ohtsji     | Sascha Rotermund        |
| Oda Nobunaga         | Hiro Kanagawa    | Sven Brieger            |
| Akechi Kagemitsu     |                  | Philipp Reinheimer      |
| Alessandro Valignano | Paulino Nunes    | Thomas Schmuckert       |
| Aoi                  |                  | Sabrina Schwarz         |
| Ashikaga Yoshiaki    |                  | Marco Sven Reinbold     |
| Bessho Harumasa      |                  | Peter Sura              |
| Dame Nene            | June Fukumura    | Giuliana Jakobeit       |
| Dame Oichi           |                  | Marieke Oeffinger       |
| Dame Satoko          |                  | Julia Bautz             |
| Fujibayashi Nagato   | Peter Shinkoda   | Jaron Löwenberg         |
| Fujita Joro          |                  | Christoph Banken        |
| Furuta Tanji         |                  | Vincent Borko           |
| Fürst Suguru         |                  | Lucas Wecker            |
| Hattori Hanzō        | Nobuya Shimamoto | Dirk Bublies            |
| Heiji                |                  | Peter Sura              |
| Hong                 |                  | Marko Bräutigam         |
| Mitsumune            |                  | Christopher Arndt       |
| Ibuki                |                  | Oska Melina Borcherding |
| Imai Sokun           |                  | Timo Weisschnur         |
| Imai Soukyou         |                  | Asad Schwarz            |
| Ise Sadaoki          |                  | Kaze Uzumaki            |
| Ise Sadatame         |                  | Philipp Lind            |
| Junjirou             |                  | Milena Rybiczka         |
| Kennyo               |                  | Peter Reinhardt         |
| Kojiro               |                  | David Brizzi            |
| Konishi Yukinaga     |                  | Dirk Talaga             |
| Kuma                 |                  | David Brizzi            |
| Kanbei               |                  | Oscar Räuker            |
| Kyounyo              |                  | Vincent Fallow          |
| Leitende Stimme      |                  | Cornelia Waibel         |
| Lopo Cruz            |                  | Konrad Bösherz          |
| Luis Frois           | Duarte Bandeira  |                         |
| Maure Nagayoshi      |                  | Bernd Vollbrecht        |
| Matsu                |                  | Sabina Trooger          |
| Oniyuri              |                  | Rieke Werner            |
| Rin                  |                  | Jennifer Weiß           |
| Sen no Rikyu         |                  | Frank Röth              |
| Shin'nyo             |                  | Harald Effenberg        |
| Sourin               |                  | Johannes Berenz         |
| Wakasa               | Erika Prevost    | Isabella Vinet          |
| Yagoro               |                  | Patrick Keller          |
| Yaya                 |                  | Ilona Otto              |

## Promotion
Für die Promotion des Spiels arbeitet Ubisoft mit dem Kanal Lofi Girl zusammen.

## Rezeption

### Kontroverse vor Veröffentlichung
Bereits lange vor der Veröffentlichung löste die Wahl der Protagonisten eine hitzige Debatte aus. In der Fangemeinde wird unter anderem als unangemessen beschrieben, dass Yasuke als schwarzer Samurai nicht ins Setting des Spiels passe. Der Status Yasukes als Samurai wird ebenfalls kontrovers diskutiert: So sehen es die einen als respektlos gegenüber der japanischen Kultur, einen Gefolgsmann bzw. Waffenträger als Samurai zu bezeichnen. Die Gegenseite argumentiert, dass der Stand als persönlicher Diener eines Fürsten durchaus als Samurai gelte. An Naoe wiederum wird kritisiert, dass ein „weiblicher Ninja“ die einzige Möglichkeit sei, einen japanischen Charakter zu spielen.
Auch seien von Ubisoft unerlaubt Daten für Werbemaßnahmen verwendet worden. Es wurde zudem eine Petition veröffentlicht, um die weitere Entwicklung und Veröffentlichung des Spiels zu stoppen. Die Absicht dieser Petition – der Schutz der japanischen Kultur – wird jedoch angezweifelt. Am 23. Juli 2024 nahm Ubisoft zu den Vorwürfen Stellung und entschuldigte sich für die unerlaubte Verwendung des Werbematerials, betonte jedoch bezüglich der angeprangerten Unstimmigkeiten, man wolle in erster Linie ein Videospiel zur Unterhaltung produzieren. In der Folge beschäftigte das Thema auch die japanische Regierung. Der unabhängige Politiker Satoshi Hamada (bis 2023 Mitglied einer rechtspopulistischen Kleinstpartei) kündigte an, das Thema im japanischen Parlament anzubringen, die angesprochenen Ministerien äußerten sich jedoch nur knapp und nicht im Sinne der Kritiker.
Mit der Verfügbarkeit des Spiels hat der Publisher Ubisoft bestätigt, dass das Spiel weltweit in Bezug auf Zerstörung und Blutvergießen in Schreinen entschärft wurde. Damit reagiert Ubisoft auf die im Vorfeld geäußerte Kritik von Spielern und respektiert die japanische Tradition.

### Rezensionen
Das Spiel erhielt überwiegend positive Wertungen. Laut dem deutschsprachigen PC-Spielemagazin GameStar sei Shadows dank seiner Handlung eines der besten Assassin’s Creeds seit Ezio (Assassin’s Creed II, Brotherhood und Revelations). Auch der Tester des englischsprachigen Portals IGN sieht in dem Spiel dank Verfeinerung der letzten zehn Jahre eine der besten Versionen des Open-World-Stils der Serie. 4P sieht das Spiel hingegen als Beweis, dass die Serie einen Neustart brauche.

„Assassin's Creed Shadows verbessert das bekannte Spielkonzept an mehreren Stellen und macht es damit zu einem würdigen Japan-Ableger.“